# بعل (نمایشنامه)
بعل (به آلمانی: Baal) نام اولین نمایشنامه برتولت برشت نمایشنامه‌نویس آلمانی است. برشت این نمایشنامه را در سال ۱۹۱۸ و در زمانی که ۲۰ ساله بود نوشت. این نمایشنامه یک اثر درام و تحت تأثیر مکتب ادبی اکسپرسیونیسم است. این نمایشنامه به کوشش خشایار قائم مقامی به فارسی ترجمه شد و توسط انتشارات امیر کبیر به چاپ رسید.

## خلاصه داستان
بعل شاعریست جوان، افسار گسیخته، لذت طلب و بی بند و بار که مایل است همه خواستهای درونی خود را تا حد کمال دنبال کند و در این راه به هیچ قاعده و قانون اخلاقی و اجتماعی پایبند نیست. اما عاقبت دراین راه، همه دوستان و همراهان خود را نابود می‌کند و سرانجام خود نیز تنها در گوشه ای از یک جنگل سیاه و تاریک به دور از چشم همه جان می‌دهد.